# Jon Irisarri
Jon Irisarri Rincón (Leaburu, Guipúscoa, 9 de novembro de 1995) é um ciclista espanhol.
Na temporada de 2017 estreia como profissional com a equipa Caja Rural-Seguros RGA depois de ter sido stagiaire na segunda parte da temporada de 2016 e ter estado no filial da equipa (Caja Rural-Seguros RGA amador), onde conseguiu várias vitórias como amador como o Grande Prêmio Macario, a Santikutz Klasika, uma etapa da Volta ao Bidasoa, o Troféu Eusebio Vélez e uma etapa da Volta a Castellón.

## Palmarés

### Estrada
Ainda não tem conseguido vitórias como profissional.

### Pista
- 2014
  - 2.º no Campeonato da Espanha Perseguição por Equipas (fazendo equipa com Ander Alonso, Unai Elorriaga e Illart Zuazubiskar)

- 2015
  - 2.º no Campeonato da Espanha Perseguição por Equipas (fazendo equipa com Ander Alonso, Gorka Etxabe e Illart Zuazubiskar)